# Brevitrygon
Brevitrygon — рід хвостоколів (Dasyatidae), поширених у Індо-Тихоокеанському регіоні. Включає 5 видів. Раніше вважався частиною роду Himantura.

## Види
- Brevitrygon heterura (Bleeker, 1852)
- Brevitrygon imbricata (Bloch & Schneider 1801)
- Brevitrygon javaensis (Last & White, 2013)
- Brevitrygon manjajiae Last, Weigmann & Naylor, 2024
- Brevitrygon walga (Müller & Henle, 1841)